# Manduria (geslacht)
Manduria is een geslacht van Phasmatodea uit de familie Phasmatidae. De wetenschappelijke naam van dit geslacht is voor het eerst geldig gepubliceerd in 1877 door Carl Stål.

## Soorten
Het geslacht Manduria omvat de volgende soorten:
- Manduria halconensis Hennemann & Conle, 1997
- Manduria systropedon (Westwood, 1859)